# Jock Aird
John Rae „Jock“ Aird (* 18. Dezember 1926 in Glencraig; † 14. Juni 2021) war ein schottischer Fußballspieler. Als Verteidiger war er in der ersten Hälfte der 1950er-Jahre für seine Zeit auf der rechten Abwehrseite des englischen FC Burnley bekannt und wanderte anschließend nach Neuseeland aus. Darüber hinaus war er Teil des schottischen Kaders der WM-Endrunde 1954 in der Schweiz und kam dort in beiden Gruppenspielen zum Einsatz. Dazu absolvierte er nach seiner Auswanderung im Jahr 1958 zwei Länderspiele für Neuseeland.

## Sportlicher Werdegang
Der im schottischen Fife geborene Aird schloss sich im Sommer 1948 dem englischen FC Burnley an, der nach seinem Aufstieg in der ersten Nachkriegssaison in seine zweite Erstligasaison ging. Die Ablösesumme betrug gerade einmal 75 Pfund. Zuvor hatte er in Schottland für die in Perth beheimateten niederklassigen Jeanfield Swifts gespielt. Seine Brüder Peter und Willie waren ebenfalls aktive Fußballer. Jock Aird war zunächst als auffälliger Mittelstürmer empfohlen worden, aber nach seiner Verpflichtung in Burnley sollte er schnell zu einem rechten Verteidiger umgeschult werden, wo er seine Schnelligkeit und hohe Einsatzbereitschaft besser einbringen konnte. Zum Ende der Spielzeit 1949/50 kam er als Ersatz für Arthur Woodruff zu seinen ersten fünf Einsätzen, darunter sein Debüt am 7. April 1950 gegen den FC Liverpool (0:2), in dem der berühmte Billy Liddell sein Gegenspieler war. In der folgenden Spielzeit 1950/51 konnte sich Aird als Ersatz von Woodruff (dazu kam noch Joe Loughran) nur in zwei Partien beweisen, bevor sein interner Konkurrent mit seinem Weggang zum AFC Workington im Oktober 1951 dafür sorgte, dass Aird nun Stammspieler unter Trainer Frank Hill für den Rest der Saison sowie die beiden folgenden Jahre auf der rechten Verteidigerposition war.
Höhepunkt war die Saison 1953/54, in der Aird 43 Pflichtspiele absolvierte und damit auch interessant für die schottische Nationalmannschaft war. Im Alter von mittlerweile 28 Jahren debütierte er als erster Burnley-Spieler am 5. Mai 1954 gegen Norwegen (1:0), wobei er die linke Abwehrseite bekleidete, während Willie Cunningham von Preston North End auf der rechten Seite agierte. Zwei Wochen nach seinem Einstand ging es für ihn erneut gegen Norwegen, wo man sich im Ullevaal-Stadion mit 1:1 trennte. Dies genügte, um ihn für die anstehende WM-Endrunde 1954 in der Schweiz zu nominieren. Dort kam er auch in beiden Gruppenspielen zum Einsatz, wobei nach der 0:1-Niederlage gegen Österreich vor allem die zweite Partie mit einem 0:7 gegen Uruguay katastrophal endete. Dieses vierte Länderspiel markierte das Ende von Airds Nationalmannschaftskarriere, die nur 45 Tage lang bestanden hatte. Auch in Burnley ging es danach unter dem neuen Trainer Alan Brown zu Ende, wobei er zu Beginn der Saison 1954/55 noch Stammspieler war. Nach 15 Einsätzen ohne Unterbrechung verlor er dann seinen Platz an Harold Rudman. Sein letztes Spiel am 11. April 1955 gegen den FC Blackpool ging mit 0:1 verloren.
Als er mit Dave Smith aus der Reservemannschaft und John Angus zunehmend unter Druck geriet, entschied er sich, Burnley nach insgesamt 143 Pflichtspielen zu verlassen. Es sollte ein komplett neuer Lebensabschnitt folgen, da er nach Neuseeland auswanderte und sich dort im September 1955 Eastern Union (heute als „Gisborne City“ bekannt) anzuschließen. Dort wurde er im Jahr 1958 sogar für ein Länderspiel der Neuseeland gegen Australien berufen und fügte im Verlauf des Jahres noch ein zweites hinzu. Kurz darauf ließ er in Australien bei Sydney Hakoah seine aktive Karriere ausklingen und blieb wohnhaft in New South Wales. In seiner neuen Wahlheimat verbrachte er viele Jahrzehnte und verstarb im Alter von 94 Jahren im Juni 2021. Er war zuvor der älteste lebende Ex-Spieler des FC Burnley gewesen.